# Unidad Popular (Brasil)
Unidad Popular (en portugués: Unidade Popular, UP), o Unidad Popular para el Socialismo (en portugués: Unidade Popular pelo Socialismo, UPS), es un partido político brasileño fundado el 16 de junio de 2016, que tiene derecho a lanzar candidaturas reconocidas por el Tribunal Superior Eleitoral (TSE) desde el 10 de diciembre de 2019.
El partido está conectado con los movimientos de trabajadores sin hogar y defiende la nacionalización del sistema bancario, el control social y estatización de todos los monopolios, consorcios capitalistas y los medios de producción, en general, así como la reforma agraria rural y la colectivización.
En las elecciones generales de 2018, Unidad Popular apoyó la candidatura presidencial del Partido Socialismo y Libertad (PSOL) de Guilherme Boulos y Sônia Guajajara.
Su primer Congreso Nacional se realizó en Belo Horizonte los días 23 y 24 de marzo de 2019, y tuvo como lema: "Partido de los pobres, con los pobres y para los pobres".
El 10 de diciembre de 2019, el TSE aprobó el registro del partido y le concedió el número 80 para las votaciones.
Las elecciones municipales de 2020 fueron las primeras en las que participó el partido.
El 14 de noviembre de 2021, Leonardo Péricles fue nominado como precandidato en las elecciones presidenciales de Brasil de 2022. En el mismo evento también fue elegido como presidente nacional del partido.